# Ниббелинк, Фил
Фил Ниббелинк (англ. Phil Nibbelink; род. 3 июня 1955) — американский режиссёр анимационных фильмов, аниматор.

## Биография
После окончания средней школы изучал кино в Италии. С 1978 года работал на студии Disney. Как аниматор принимал участие в создании мультфильмов «Лис и пёс», «Чёрный котёл» и «Великий мышиный сыщик». Затем художник отправился в Лондон для работы над фильмом «Кто подставил кролика Роджера». С 1989 по 1995 годы работал на студии Amblimation, где совместно с Саймоном Уэллсом снял полнометражные мультфильмы «Американский хвост 2: Файвел отправляется на Запад» (1991) и «Мы вернулись! История динозавра» (1993); также Ниббелинк был назначен режиссёром неосуществлённой анимационной экранизации мюзикла «Кошки». После закрытия Amblimation Фил Ниббелинк вернулся в США, где попытался возобновить производство «Кошек» для Universal Studios, однако компания закрыла проект. Позже режиссёр основал собственную независимую кинокомпанию Phil Nibbelink Productions. Как независимый режиссёр снял три полнометражных мультфильма: «Кот в сапогах» (1999), «Leif Erickson, Discoverer of North America» (2000) и «Ромео и Джульетта: Скреплённые поцелуем» (2006).

## Фильмография

### Режиссёрские работы
- 1991 — Американский хвост 2: Файвел отправляется на Запад
- 1993 — Мы вернулись! История динозавра
- 1999 — Кот в сапогах
- 2000 — Leif Erickson, Discoverer of North America
- 2006 — Ромео и Джульетта: Скреплённые поцелуем